# Epipactis robatschii
Epipactis robatschii là một loài thực vật có hoa trong họ Lan. Loài này được Gévaudan & P.Delforge mô tả khoa học đầu tiên năm 2004.